# Montelapiano

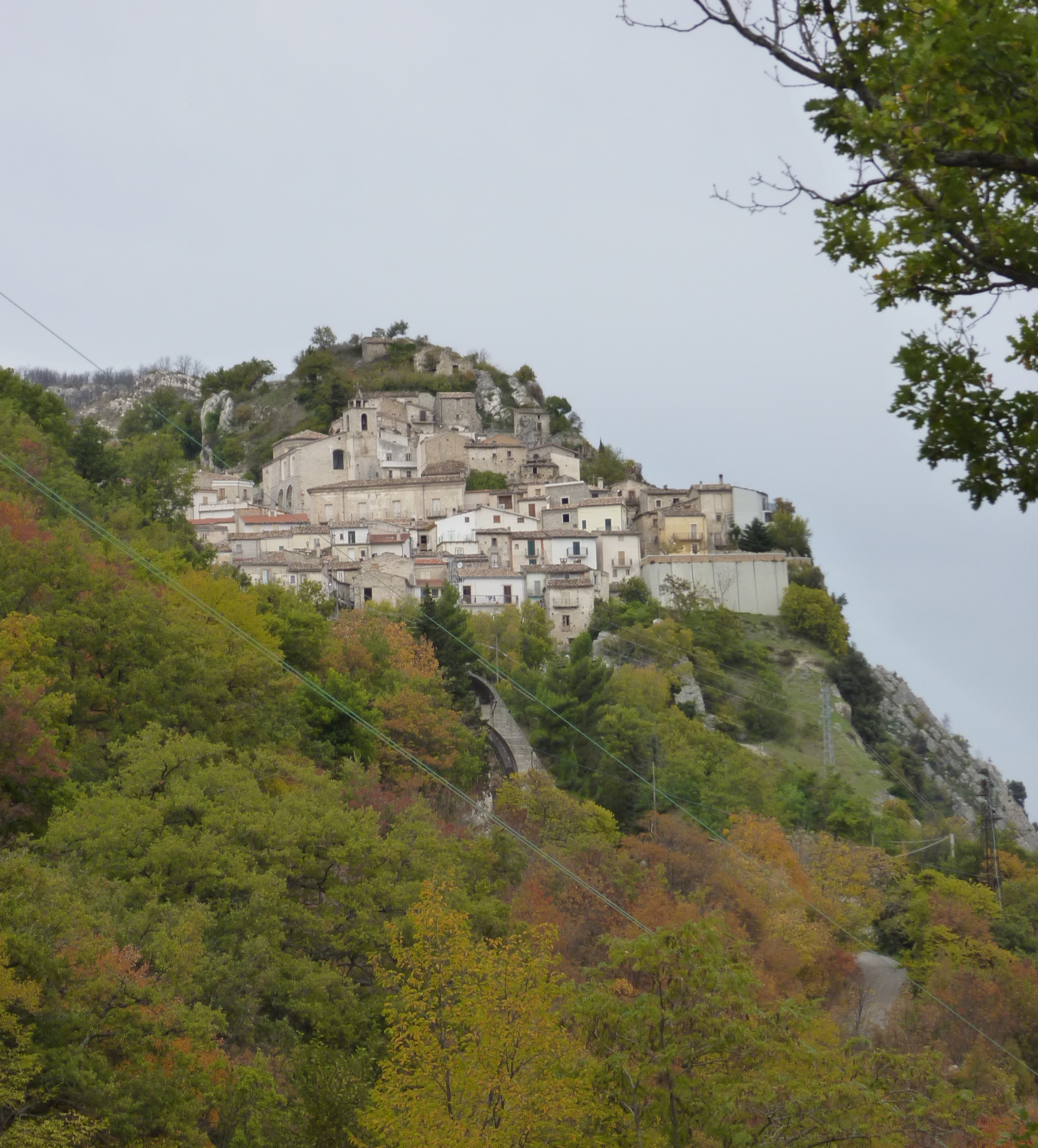
Blick auf Montelapiano

Montelapiano ist eine italienische Gemeinde (comune) mit 69 Einwohnern in der Provinz Chieti in den Abruzzen. Sie liegt etwa 45 Kilometer südsüdöstlich von der Provinzhauptstadt Chieti entfernt und gehört zur Comunità montana Valsangro.